# ماری اوکاموتو
ماری اوکاموتو (انگلیسی: Mari Okamoto; ۳۱ اکتبر ۱۹۵۴ – ) صداپیشه، بازیگر، و بازیگر خردسال اهل ژاپن بود. وی از سال ۱۹۶۱ میلادی تاکنون مشغول فعالیت بوده‌است.
از فیلم‌ها یا برنامه‌های تلویزیونی که وی در آن نقش داشته‌است می‌توان به ندای عشق تورا-سان، عشق پاک تورا-سان اشاره کرد.